# Felipe Cruzat
Felipe Cruzat Solar (Santiago, 27 de junio de 1997-ibídem, 3 de abril de 2009) fue un niño chileno que sufrió una insuficiencia cardíaca y cuyo caso fue cubierto mediáticamente por varios medios de comunicación durante los ochenta y ocho días que permaneció hospitalizado, ochenta de los cuales se lo consideró prioridad nacional en el sistema nacional de trasplantes. Sin embargo, murió esperando un corazón compatible, lo que reabrió el debate sobre la normativa de donación de órganos en Chile. Además fue el primer menor chileno en recibir un corazón artificial.

## Historia
Felipe nació el 27 de junio de 1997, hijo de Gonzalo Cruzat y María Ignacia Solar. Cuando tenía la edad de 6 años se le detectó una enfermedad mitocondrial en su corazón. Estudió hasta quinto año básico en el Colegio Sagrados Corazones de Manquehue.
El menor nunca tuvo problemas mayores de salud hasta el 5 de enero de 2009, cuando fue internado de urgencia a la Unidad de Cuidados Intensivos (UCI) de la Clínica San Carlos de Apoquindo Santiago de Chile, debido a una insuficiencia cardíaca producida por una miocardiopatía dilatada. El 11 de enero fue internado en el Hospital Clínico de la Pontificia Universidad Católica de Chile, y la necesidad de un trasplante de corazón para el niño lo instaló como prioridad nacional dos días más tarde. El caso de Felipe Cruzat rápidamente interesó a los medios de comunicación chilenos e instaló nuevamente el debate acerca de los problemas del sistema chileno de donación de órganos, criticado por médicos y por la misma Corporación del Trasplante.
El estado de Felipe empeoró en marzo, cuando tuvo que ser conectado a una máquina de respiración artificial. El 18 de ese mes se abrió la esperanza de un donante, una mujer de Talca con muerte cerebral tras ser atropellada mientras iba en bicicleta. Sin embargo, la familia de la paciente argumentó motivos religiosos para no dar su consentimiento a la donación, por lo que ésta no se concretó. La necesidad de mantener con vida a Felipe a la espera de un nuevo donante llevó a los médicos a conectarlo a un corazón artificial, que fue traído desde Argentina, siendo operado con éxito el 20 de marzo, tras 12 horas en pabellón.
Tras la implantación del corazón artificial, Felipe dejó de ser prioridad nacional, a la espera de su recuperación. Finalmente, Felipe falleció el 3 de abril de 2009, lo que sorprendió a sus médicos y a todo Chile. Tanto la presidenta Michelle Bachelet, que se encontraba en visita de Estado en Rusia al momento del deceso del menor, como gran parte de la sociedad chilena lamentaron que Felipe muriera esperando un trasplante.

## Repercusiones

### Legislación sobre donación de órganos
Tras el caso de Felipe Cruzat, se reabrió el debate público acerca de la legislación chilena sobre donación de órganos. El 15 de enero de 2010 se promulgó la Ley 20 413, que modificó la Ley 19 451 sobre Trasplante y Donación de Órganos, la que establece en su artículo 2.º que «toda persona mayor de dieciocho años será considerada, por el solo ministerio de la ley, donante de sus órganos una vez fallecida», salvo que haya manifestado en vida su voluntad de no serlo.

Felipe si bien no consiguió un corazón para él, abrió los corazones de muchos chilenos.
Gonzalo Cruzat, padre de Felipe Cruzat.

Hoy Felipe Cruzat le habla al corazón de Chile. Trabajemos, hermanos, en forma incansable para que la donación de órganos se instale en nuestra sociedad como una tarea de todos, como una cruzada generosa que hará gran bien para los que más sufren.
Alejandro Goic Karmelic, obispo de Rancagua y presidente de la Conferencia Episcopal.